# 낙안객사
낙안객사(樂安客舍)는 대한민국 전라남도 순천시 낙안면 동내리에 있는 조선시대의 건물이다. 1990년 2월 24일 전라남도의 유형문화재 제170호로 지정되었다.

## 개요
조선시대 건물로 초하루와 보름에 임금을 상징하는 전패(殿牌)>를 모셔 예를 올리고 사신의 숙소로도 사용하던 건물이다.
『신증동국여지승람』에 군수 이인이 세종 32년(1450)에 세웠다는 기록이 있고『승주문헌집』에 인조 9년(1631)과 철종 8년(1857)에 수리하였다는 기록이 있다. 객사 중심 건물만 남아 있었는데 1909년 이후 낙안초등학교 건물로 사용하다가 1982년 수리하였다.
총 앞면 7칸·옆면 3칸 규모로 앞면 3칸짜리 건물을 중심으로 부속 건물이 대칭으로 붙어 있는 구성을 이루고 있다. 지붕은 본 건물은 앞뒤로 간략하게 맞댄 맞배지붕을 갖추고 있는 반면, 부속 건물은 옆면에서 볼 때 지붕선이 여덟 팔자 모양과 비슷한 팔작지붕이다. 지붕 처마를 받치기 위해 기둥 윗부분에 장식하여 만든 공포는 앞면에 연봉오리와 연꽃 모양으로 장식해 놓았지만 부속 건물에는 모두 잘라 간소하게 꾸몄다. 한편 본 건물에 전패를 두었으나 학교 건물로 사용하면서 전패 봉안처는 없어졌다.
안쪽은 천장 재료가 훤히 보이는 연등천장이며 객사에 맞는 색상과 문양은 잘 남아있는 편이다. 특히 용 몸 모양의 대들보 양 끝에 남아있는 문양은 옛 법식에서 볼 수 있는 것이다.
본래 있던 주변 건물들은 없어졌지만 대체로 일반적인 객사의 양식을 갖춘 건물로 평가 받고 있다.

## 참고 문헌
- 낙안객사 - 국가유산청 국가유산포털